# Kazimirs Špoģis
Kazimirs Špoģis (ur. 28 marca 1927 w gminie Vārkava, zm. 25 marca 2010) – łotewski wykładowca i polityk, rektor Łotewskiej Akademii Rolniczej, minister rolnictwa i wicepremier Łotewskiej SRR. 

## Życiorys
W latach 1976–1980 sprawował funkcję rektora Łotewskiej Akademii Rolniczej. W 1992 uzyskał stopień doktora habilitowanego w dziedzinie nauk rolniczych. Od 1980 do 1984 pełnił obowiązki ministra rolnictwa Łotewskiej SRR, następnie wiceprzewodniczącego Rady Ministrów. W 1990 uzyskał mandat deputowanego Rady Najwyższej jako niezależny kandydat, głosował za deklaracją o odnowieniu niepodległości Republiki Łotewskiej. Był wiceprzewodniczącym Komisji Gospodarki. Odznaczony Orderem Trzech Gwiazd III klasy.